# Championnats d'Europe de trampoline 1979
Navigation
Édition précédente Édition suivante
Les championnats d'Europe de trampoline 1979, sixième édition des championnats d'Europe de trampoline, ont eu lieu en 1979 à Paris, en France.

## Podiums
| Épreuves              | Or                                                 | Argent                                                  | Bronze                            |
| --------------------- | -------------------------------------------------- | ------------------------------------------------------- | --------------------------------- |
| Hommes                |                                                    |                                                         |                                   |
| Trampoline individuel | Stewart Matthews                                   | Eugeni Janes                                            | Vladimir Zhadoev                  |
| Synchro               | Union soviétique Eugeni Janes Vladimir Zhadoev     | Royaume-Uni Stewart Matthews Carl Furrer                | France Lionel Pioline Daniel Péan |
| Femmes                |                                                    |                                                         |                                   |
| Trampoline individuel | Ludmila Karpova                                    | Ruth Keller                                             | Ute Luxon-Czech Tatyana Anisimova |
| Synchro               | Union soviétique Olga Starikova Victoria Belyayava | Allemagne de l'Ouest Gabriele Kruswicki Beate Kruswicki | Royaume-Uni Wendy Wright Sue Lane |

## Tableau des médailles
| Rang | Nation               | Or | Argent | Bronze | Total |
| ---- | -------------------- | -- | ------ | ------ | ----- |
| 1    | Union soviétique     | 3  | 1      | 2      | 6     |
| 2    | Royaume-Uni          | 1  | 1      | 1      | 3     |
| 3    | Allemagne de l'Ouest | 0  | 1      | 1      | 2     |
| 4    | Suisse               | 0  | 1      | 0      | 1     |
| 5    | France               | 0  | 0      | 1      | 1     |